# Feijoa
Feijoa (=Acca) é um gênero de plantas da família das mirtáceas, que inclui uma única espécie, a Acca sellowiana (nome antigo: Feijoa sellowiana), conhecida popularmente por goiaba-serrana, goiaba-do-mato, goiaba-do-campo ou goiaba-ananás. A árvore, chamada goiabeira-serrana, é um arbusto vivaz ou árvore de pequena dimensão, atingindo entre 1 e 7 metros de altura, originário da Colômbia, das terras altas do sul do Brasil, leste do Paraguai, Uruguai e norte da Argentina.

## Descrição
O fruto amadurece no outono e é de coloração verde, com o tamanho de um ovo de galinha e de forma elipsoide. Tem um sabor agradável, aromático e doce. A polpa é sumarenta, dividindo-se numa parte mais gelatinosa, onde estão as sementes, e uma parte mais firme e levemente granulada junto à casca. O fruto cai da árvore quando maduro, mas pode ser colhido antes, de modo a não ficar danificado. A polpa granulada junto à casca pode ser utilizada como esfoliante. As pétalas das flores, no final do seu ciclo, também são comestíveis possuindo um sabor suavemente adocicado e agradavelmente perfumado.
O botânico alemão Otto Karl Berg nomeou o gênero em honra do naturalista luso-brasileiro João da Silva Feijó (1760-1824). Durante o período em que viveu no Ceará, Feijó foi encarregado pela coroa portuguesa de mandar exemplares da flora nordestina para o Real Jardim Botânico da Prússia, o que, mais tarde, ocasionaria a homenagem.
A feijoa é uma planta de ambientes quentes-temperados a subtropicais, desenvolvendo-se também nos trópicos, requerendo, contudo, alguns dias de baixas temperaturas (chilling requirement) para poder frutificar. No hemisfério norte, tem sido cultivada até a Escócia, mas nem sempre frutifica porque temperaturas abaixo dos -9°C destroem os botões florais. É uma planta bastante popular na Nova Zelândia, onde é cultivada nos jardins.
Algumas cultivares enxertadas procedem à autopolinização, mas a maioria necessita de um agente polinizador.

## Visão Geral
A feijoa é uma espécie que apresenta sérios problemas fitossanitários que, ao longo dos anos, vêm desanimando os pesquisadores e produtores. Isto acontece devido ao Brasil possuir algumas pragas, como a mosca das frutas (wied.) e a antracnose (Colletotrichum sp.), que são responsáveis por causar inúmeros malefícios à plantação em razão da capacidade dessas pragas conseguirem atingir às raízes, reduzir a germinação, apodrecer os frutos e dissecar os ramos. 
Em relação à localidade de produção, a feijoa é uma fruta característica da região sul do Brasil em razão da sua familiaridade com o clima frio. Essa relação é estabelecida em razão da feijoa ser um fruto climatérico, ou seja, ele continua a amadurecer mesmo após a sua colheita, o que estabelece requisitos que devem ser adotados quando se faz a domesticação dela a fim de garantir a sua conservação. Para aumento da conservação da feijoa a baixa temperatura é o método mais indicado, visto que, quando armazenadas no frio, ela tem a durabilidade de vinte dias a 4ºC, enquanto em temperaturas acima de 20ºC, a sua vida útil corresponde a dois dias.
A feijoa apresenta atividades antibacteriana, antioxidantes e antialergênicas em razão da presença de flavonóides, estes que atuam auxiliando na atividade imunológica e proporciona respostas crônicas em processos inflamatórios, além de atuar seletivamente na apoptose de células mielóides tumorais em casos de leucemia.

## Domesticação da espécie no Brasil
O processo de domesticação da goiabeira serrana no Brasil iniciou-se em 1986 por iniciativa do pesquisador Jean-Pierre Ducroquet, da Empasc (hoje Epagri - Empresa de Pesquisa Agropecuária de Santa Catarina). Ducroquet conta que seu interesse pela goiabeira serrana começou depois que o professor R. H. Sharpe, da University of Florida, visitou o Brasil e comentou que a goiabeira serrana, nativa do Brasil, estava sendo cultivada em várias partes do mundo inclusive nos Estados Unidos.
Depois de averiguar sobre a fruta nativa, Ducroquet decidiu iniciar uma coleção com os melhores exemplares nativos da região e com alguns acessos melhorados de outros países. Naquela época, através de um concurso regional, adquiriu 10 amostras de frutos das 150 melhores goiabeiras serranas da região. A grande diversidade de acessos foi a base para o trabalho de melhoramento genético que se iniciou no município de Videira (SC) e foi depois transferido para o município de São Joaquim, no planalto serrano catarinense, onde as condições climáticas são mais favoráveis ao desenvolvimento da espécie.
Depois de alguns anos de observação de cada acesso, se fizeram cruzamentos dirigidos de quatro exemplares nativos com dois exemplares melhorados na Nova Zelândia, a cultivar Apollo e a cultivar Unique, todos cruzando entre si seguindo um delineamento dialélico num total de 960 plantas. Só em 2007 foram lançadas duas cultivares comerciais brasileiras, adaptadas às condições climáticas do planalto serrano catarinense, então chamadas Alcântara e a Helena. Em 2008, outras duas cultivares foram lançadas, a Mattos e a Nonante.

## Aspectos ambientais
Para a produção, características como altitude, temperatura e umidade estão diretamente relacionadas com as diferenças estruturais e nutricionais que o fruto apresentará. De acordo com um estudo realizado pela Food Science and Technology nas cidades de Tenjo (Colômbia) e San Francisco de Sales (Colômbia) situadas a 2580m e 1800m de altitude, respectivamente, apresentam diferenças significativas nos frutos de feijoa. Na cidade de Tenjo, local onde a radiação solar é maior e a temperatura menor, os frutos foram obtidos na maturidade de colheita em 1979 GDD (graus-dia de desenvolvimento), o que é 749 GDD a menos do que em San Francisco de Sales. Entretanto, na cidade de San Francisco de Sales foi observado um teor maior de ácidos orgânicos acumulados na fruta, principalmente ácido cítrico e açúcares solúveis (sacarose).
Portanto, é importante notar como a temperatura e altitude são fundamentais para a melhor qualidade do fruto e, ao mesmo tempo, devido ao território brasileiro  ser tropical e possuir menores altitudes, é possível induzir que os frutos também irão apresentar maiores quantidades de nutrientes e ácidos orgânicos concentrados na fruta visto que, conforme ressaltado no estudo, as temperaturas mais elevadas e menores altitudes são responsáveis por acelerar o metabolismo e a respiração dos frutos da espécie da feijoa.